# Șevcenkove, Dolîna
Șevcenkove (în ucraineană Шевченкове) este localitatea de reședință a comunei Șevcenkove din raionul Dolîna, regiunea Ivano-Frankivsk, Ucraina.

## Demografie
Componența lingvistică a localității Șevcenkove
     Ucraineană (99,48%)
     Alte limbi (0,48%)
Conform recensământului din 2001, majoritatea populației localității Șevcenkove era vorbitoare de ucraineană (99,48%), existând în minoritate și vorbitori de alte limbi.